# Gus Haenschen
Walter Gustave „Gus“ Haenschen (* 3. November 1889 in St. Louis, Missouri; † 26. März 1980 in Norwalk, Connecticut) war ein US-amerikanischer Musiker, Arrangeur, Komponist und Bandleader, der in den 1920er-Jahren einer der einflussreichsten Aufnahmeleiter der Schallplattenbranche war. Er war auch unter den Pseudonymen Carl Fenton, Paul Dupont und Austin Huntley tätig.

## Leben und Wirken
Haenschen stammte aus einer schwedisch-deutschen Familie und wuchs in St. Louis auf; mit 13 Jahren trat er als professioneller Ragtime-Pianist in Nachtclubs der Stadt auf. Er war mit Scott Joplin befreundet und studierte an der Washington University, wo er populäre Tanzband leitete, die eine Mischung aus Ragtime und Salonmusik spielte. Durch die Vermittlung eines Freundes der Familie erhielt er die Möglichkeit, in den Spielpausen des Baseballteams St. Louis Cardinals aufzutreten. In der Zeit um 1914 entstanden Kompositionen für die Victor Military Band und Irving Kaufman („Underneath the Japanese Moon“, mit Gene Buck); er schrieb auch unter dem Pseudonym Austin Huntley, das angeblich auch von James C. O’Keefe und Theodore Morse benutzt wurde. Im September 1916 erhielt Haenschen die Möglichkeit mit einer Streicherformation (W.G. Haenschen’s Banjo Orchestra) für Vik Records in New York aufzunehmen („The Murray Walk“). Im selben Jahr spielte er mit seiner Band für Columbia mehrere Titel ein, darunter „Maple Leaf Rag“, einer der wenigen Aufnahmen des Titels, die noch zu Scott Joplins Lebzeiten entstanden sind.
Bevor Haenschen zur US-Army eingezogen wurde, arbeitete er im Tagesjob als Geschäftsführer in der Schallplattenabteilung eines Kaufhauses in St. Louis. Nach Kriegsende war er fortan als Musiker, Musikverkäufer und Komponist; „La Rosita“, geschrieben unter dem Pseudonym Paul Dupont, wurde Haenschens größter Hit. Er war nach 1919 für die Schallplattenabteilung der Brunswick-Balke-Collender Company (später Brunswick Records) als musikalischer Leiter bis Juli 1927 tätig. Im Bereich des Jazz war er zwischen 1929 und 1930 an drei Aufnahmesessions beteiligt.
Für Brunswick überwachte und arrangierte er Hunderte von Plattenaufnahmen, darunter der Orchester von Ben Bernie, Gene Rodemich, Ray Miller, Isham Jones und Benny Krueger. Seine Urheberrechte an den einzelnen Titeln ließ sich Haenschen als Carl Fenton eintragen; dies geschah vor der Hintergrund, mit dem Pseudonym nach Kriegsende die anti-deutsche Stimmung in der Bevölkerung zu berücksichtigen. Als Carl Fenton- bzw. Gus Haenschen Orchestra nahm er auch mehrere Schallplatten auf, wie „Nola“ (1916, mit Felix Arndt); „Toddle“ (1921), „Brown Eyes Why Are You Blue“, „Alone (At Last)“, „Titina“ (1925) oder „What a Day“ (mit Eddie Thomas, 1929). Wenn das „Fenton“-Orchester öffentlich auftrat, geschah dies unter der Leitung des Geigers Ruby Greenberg, der dieses Pseudonym nach 1927 weiterbenutzte. Als Arrangeur war Haenschen u. a. für Aufnahmen Al Jolson verantwortlich, als dieser von Columbia zu Brunswick gewechselt war. Haenschen arrangierte ferner für die Sänger Billy Jones und Ernest Hare (The Happiness Boys), eine der ersten Erfolgsduos im aufkommenden Radio. Haenschen förderte außerdem die Karrieren des Gitarristen Nick Lucas und des Banjoisten Harry Reser.
Nach einem Managementwechsel bei Brunswick arbeitete Haenschen ab 1927 für das Radio als Orchesterleiter und musikalischer Leiter. 1929 wurde er Supervisor in den New Yorker Sound Studios, in denen die Reihe World Broadcast Transcription entstand. Ab 1931 leitete er auch die Sendung The American Album of Familiar Music. Haenschen arbeitete dort bis in die 1950er-Jahre, daneben als musikalischer Leiter verschiedener Radioprogramme des Senders NBC sowie mit Voice of Firestone für deren Übertragungen aus der Metropolitan Opera. In dieser Zeit hatte Haenschen wenig Gelegenheit für die Produktion von eigenen Aufnahmen, meistens standen diese in Verbindung mit seiner Tätigkeit für das Radio, u. a. mit den Sängern Jessica Dragonette, Thomas L. Thomas und Margaret Daum. Er führte ferner eine Reihe von Interviews mit Musikern, gesponsert von der von ihm geschaffenen Gustave Haenschen Collection am Ithaca College.